# Occlusie van de vena centralis retinae

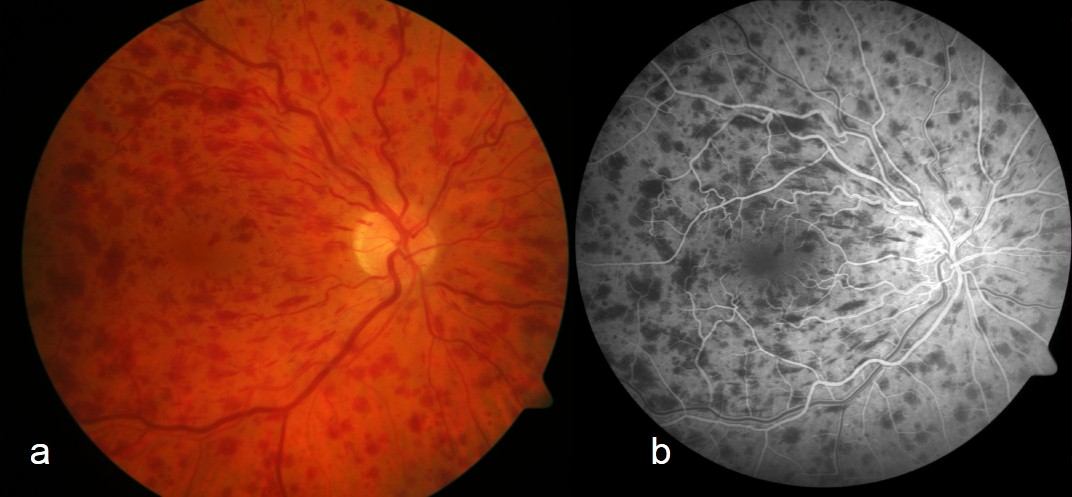
Centrale retinale venenocclusie met bloedingen in 4 kwadranten.

Vena-centralisocclusie, venenstamocclusie of centrale retinale venenocclusie (CRVO) is een afsluiting van de vena centralis retinae door een trombus. In het oog zijn er vier venentakken die samenkomen in één hoofdvene, de vena centralis retinae.
Door deze occlusie gaan de bloedvatwanden lekken, waardoor bloed, vocht en eiwitten in het netvlies terecht komen. Afhankelijk van de ernst van de verstopping kunnen er op het netvlies cotton-wool spots, oedeem van de oogzenuwkop, macula-oedeem en neovascularisatie te zien zijn. Bij een CRVO door ischemie nieuwe bloedvaatjes (neovascularisatie) op de oogzenuwkop, retina, iris (rubeosis iridis).
Als een van deze takken verstopt raakt, spreekt men van een:
- BRVO (branch retinal vein occlusion): een veneuze takocclusie, waarbij een klein deel van het netvlies is aangetast.
- HRVO (hemiretinal vein occlusion): een retinale takocclusie van de onder- of bovenhelft van het netvlies, ook wel hemi-CRVO genaamd.

## Oorzaak
De oorzaak van een venenstamocclusie is vaak atherosclerose van de arteria centralis retinae, hypertensie, papiloedeem, of een andere systemische ziekte vasculitis.

## Risicofactoren
Systemische risicofactoren voor het ontstaan van een CRVO zijn:
- Hoge leeftijd
- Diabetes mellitus
- Hypertensie
- Trombose en ziekten met betrekking tot afwijkende bloedstollingsfactoren
- Vasculitis

Oculaire risicofactoren voor het ontstaan van CRVO zijn:
- Reeds aanwezige CRVO in het contralaterale oog.
- Retrobulbaire externe compressie van de centrale vene, wat gebeurt bij de ziekte van Graves.
- Ruimte-innemend proces achter de bulbus oculi (tumor).

## Symptomen en klachten
Een patiënt met een CRVO heeft vaak de volgende klachten en verschijnselen:
- Acuut monoculair pijnloos visusverlies, met een resterende visus tussen de 0,5 en 0,10.
- Een relatief afferent pupildefect.
- Bevindingen bij fundoscopie bestaan uit intra-retinale bloedingen, gedilateerde bloedvaten, intraretinale bloedingen, vlamvormige bloedingen in alle kwadranten van het netvlies. In ernstige gevallen kan er zwelling van de macula (macula-oedeem) ontstaan.
- Fluorescentie angiografie kan helpen bij de diagnose CRVO.

## Behandelmethode
Alle patiënten met een CRVO of een ander oculair infarct dienen bij de huisarts of internist onderzocht te worden op een mogelijk systemische oorzaak van de occlusie.
Er dient onderscheid te worden gemaakt in de ischemische vorm en de niet-ischemische vorm van vaatocclusie bij het opstellen van het behandelplan. De niet-ischemische vorm kan overgaan in de ischemische vorm in 34% van de gevallen in 3 jaar tijd, met een snelle progressie in de eerste vier maanden van de vaatocclusie.

### Ischemische CRVO met neovascularisatie
Bij neovascularisatie van de iris of kamerhoek wordt met behulp van een panretinale laser en anti-VEGF behandeld. Er kan zich ook neovascularisatie op de papil bevinden.

### Behandeling van cystoïde maculaoedeem
De vochtophoping wordt meestal behandeld door middel van:
- Laser-photocoagulatie: Bij jonge patiënten kan een grid-laser het oedeem verminderen, het levert echter geen visusverbetering op.
- Intravitreale injecties met anti-VEGF medicatie, zoals afliberect en bevacizumab.
- Corticosteroïden verminderen de permeabiliteit van de retinale capillairen en voorkomen dat de groeifactor VEGF zich makkelijk verplaatst door de bloedvaten. De middelen die gebruikt worden zijn doorgaans intravitreaal triamcinolon, prednison of dexamethason.
- Ozurdex intra-vitreaal dexamethason-implantaat.